# Uta Pigorsch
Uta Pigorsch (* in Abstatt) ist eine deutsche Volkswirtin sowie Professorin und Lehrstuhlinhaberin an der Bergischen Universität Wuppertal.

## Leben
Pigorsch studierte zunächst Betriebswirtschaftslehre an der Julius-Maximilians-Universität Würzburg, 1998 schloss sie ihr Auslandsstudium an der University at Albany, The State University of New York mit einem Master's of Arts in Economics ab. Danach machte sie ihr Diplom in der Quantitativen Volkswirtschaftslehre an der Christian-Albrechts-Universität zu Kiel und war 2002 als wissenschaftliche Mitarbeiterin am Institut für Regionalforschung tätig.
Von 2003 bis 2007 promovierte sie am Institut für Ökonometrie und Operations Research der Rheinischen Friedrich-Wilhelms-Universität Bonn, zwischenzeitlich war sie für einen Gastaufenthalt an der Duke University in North Carolina.
Von 2007 bis 2015 war Pigorsch  Juniorprofessorin für Angewandte Ökonometrie an der Universität Mannheim. Danach folgte sie einem Ruf an die Bergische Universität Wuppertal und leitet seither als Nachfolgerin des nach 36 Jahren emeritierten Gerhard Arminger den Lehrstuhl für Wirtschaftsstatistik und Ökonometrie.

## Publikationen
- Mit Benjamin Lutz und Waldemar Rotfuss: Nonlinearity in Cap-and-Trade Systems: The EUA Price and its Fundamentals, Energy Economics, 2013, S. 222–232
- Mit Jörg Breitung: A Canonical Correlation Approach for Selecting the Number of Dynamic Factors, Oxford Bulletin of Economics and Statistics, 2013, S. 23–36
- Mit Christian Pigorsch und Ivaylo Popov: Volatility Estimation based on High-Frequency Data, in: Handbook of Computational Finance, Springer, 2012, S. 335–369
- Mit Ying Chen und Wolfgang K. Härdle: Localized Realized Volatility Modelling, Journal of the American Statistical Association, 2010, S. 1376–1393
- Mit Tim Bollerslev, Christian Pigorsch und George Tauchen: A Discrete-Time Model for Daily S&P500 Returns and Realized Variations: Jumps and Leverage Effects, Journal of Econometrics, 2009, S. 151–166
- Mit Fulvio Corsi, Stefan Mittnik und Christian Pigorsch: The Volatility of Realized Volatility, Econometric Reviews, 2008, S. 46–78
- Mit Wolfgang Härdle und Nikolaus Hautsch: Measuring and Modeling Risk Using High-Frequency Data, in: Applied Quantitative Finance, 2nd, Springer, Berlin, 2008, S. 275–293